# Dona Cadu
Ricardina Pereira da Silva (São Félix, 14 de abril de 1920 – Maragogipe, 21 de maio de 2024), mais conhecida como Dona Cadu, foi uma ceramista centenária, sambadeira, rezadeira e líder comunitária Baiana de origem afro-indígena. Nasceu e se casou na Fazenda Pilar, em São Félix. Residia no distrito de Coqueiros, Maragogipe, Bahia.

## Biografia
Ricardina Pereira da Silva aprendeu o ofício de ceramista aos 10 anos de idade com uma senhora oriunda do sertão. Nos seus mais de 70 anos de profissão, tornou-se uma das principais fornecedoras de panelas de cerâmica para os restaurantes da Bahia, especialmente Salvador.

Recebeu o título de Doutora Honoris Causa em novembro de 2020 pela Universidade Federal do Recôncavo da Bahia (UFRB), e em setembro de 2021 pela Universidade Federal da Bahia (UFBA). De acordo com o relatório construído no decorrer do processo de avaliação do mérito para recebimento da honraria,
A sua trajetória é definida por um reconhecimento de singularidade por suas atividades de ceramista, de sambadeira e de rezadeira, sendo uma grande referência da cultura do Recôncavo da Bahia de ancestralidade africana e indígena.
Além disso, recebeu um Memorial, localizado em Coqueiros, para receber fotografias, indumentárias, peças e objetos do seu acervo pessoal e de sua trajetória. A ideia do projeto de memorial é de uma pesquisadora da cultura popular brasileira, Rosangela Cordaro, mestra em História da África, da Diáspora e dos Povos Indígenas pela UFRB.
Dona Cadu também foi reconhecida como “Tesouro Humano Vivo”, segundo o conceito proposto pela Organização das Nações Unidas para a Educação, a Ciência e a Cultura (UNESCO): "uma das personalidades significativas para a difusão da tradição oral, poética e performática".

Dona Cadu foi rezadeira e fundou o "Samba de Roda Filhos de Dona Cadu".